# Musique d'ordonnance
Pour les articles homonymes, voir Ordonnance.
Les musiques d'ordonnance (sonneries et batteries) sont les signaux sonores qui étaient utilisés pour transmettre les ordres dans les armées. La discipline qui étudie ces signaux est la céleustique.

## Terminologie

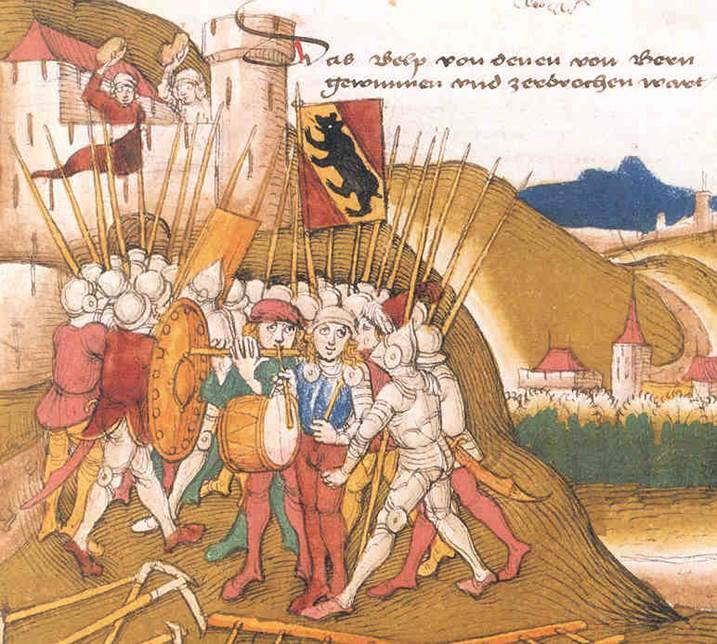
Tambour et fifre chez les mercenaires suisses, fin XVe.

La musique d’ordonnance est généralement assimilée à de la musique militaire mais ces sonneries militaires ou batteries d'ordonnance ne sont pas des musiques, mais des signaux sonores utilisés dans les armées pour transmettre des ordres.
La confusion entre musique militaire et signaux d'ordres est entretenue par tous les historiens qui abordent ces répertoires. Jean-Georges Kastner dans son Manuel de musique militaire publié en 1845 écrivait que « à quelque époque et dans quelque contrée que ce soit, voit-on la musique au sein des armées […] On peut diviser la musique militaire : 1° En musique instrumentale, 2° En musique vocale, 3° En musique vocale et instrumentale. » (p. 3). Michel Brenet (pseudonyme de la musicologue Marie Bobillier) dans son livre sur la musique militaire fait remonter son histoire aux trompettes de Jéricho puis à celles des Égyptiens. Norbert Dufourcq précise dans son paragraphe consacré aux musiques militaires que « c’est seulement pendant la Renaissance que commencent à se constituer de véritables musiques militaires. À cette époque, la trompette à tube recourbé en devient le principal instrument. Le trompette se tient auprès du chef dont il communique par ses signaux les ordres à la “troupe de guerre” ». Plus récemment l’ouvrage du colonel Armand Raucoules, ancien directeur du conservatoire militaire de musique, indique dans son avant-propos que « C’est un lieu commun de dire que la musique militaire est aussi vieille que les armées organisées… ».
Or si « la musique est l’art de combiner les sons pour les rendre agréables à l’oreille », ainsi les signaux utilisés dans les armées pour transmettre des ordres ne sont pas de la musique, même si, pour les exécuter, on utilise des instruments de musique. Pour bien comprendre comment fonctionnent ces répertoires de signaux, il est indispensable de les distinguer clairement du répertoire de la musique militaire en reprenant le terme de céleustique défini par le général Bardin.

## Histoire
En usage dans toutes les armées depuis les temps antiques (trompettes des Hébreux, buccinatores, tubicines et cornicines romains, tambours chinois de la Période des Royaumes combattants…), les signaux d’ordonnance sont destinés en toutes circonstances à maintenir le contrôle du commandement sur les masses d’individus qui constituent les armées. Les signaux sonores utilisés dans les armées sont similaires à ceux qui ont été utilisés à la chasse et dont les premiers sont mentionnés en 1394 dans le Trésor de vènerie de Hardouin de Fontaines-Guérin. Transmis à l’imitation, ils constituent un de ces usages que l’on retrouve dans les anciennes institutions et dont l’évolution s’inscrit dans la longue durée. Leurs mélodies ne présentant pas un grand intérêt musical, elles sont restées à l’écart des études musicologiques et historiques.

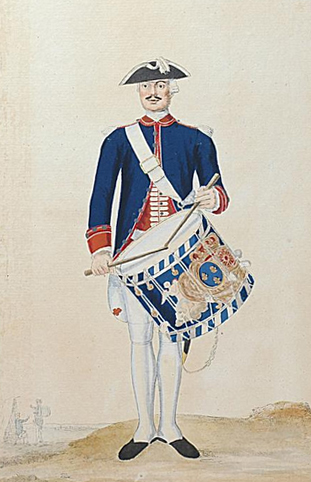
Tambour des gardes françaises sous Louis XVI.

Philippe Contamine a montré que les armées du Moyen Âge comptaient dans leurs rangs des trompettes chargés de transmettre les ordres. Les tambours, comme instruments de transmission des ordres, sont introduits en 1481 au camp du Pont-de-l’Arche, quand les instructeurs suisses forment les soldats de Louis XI, ils vont développer leurs répertoires de façon empirique. En réorganisant son infanterie sur le modèle des Suisses en 1534, François Ier solde les tambours et les fifres des compagnies. Il s’agit donc des premiers musiciens d’ordonnance, avec dans l’infanterie le tambour et sa caisse, dans la cavalerie le trompette et dans la marine le  quartier-maître et son sifflet. Les premières partitions de ces signaux sont publiées dans l’Orchésographie par Jehan Tabourot (sous le pseudonyme de Thoinot Arbeau) en 1588. On en retrouve ensuite dans l’Harmonie universelle du père Mersenne en 1636, avec des partitions des signaux de trompette et les partitions des batteries de tambour. C’est ensuite Philidor qui collecte une partie des batteries d’ordonnance en usage en 1705. Il existe de nombreuses ordonnances réglementant ces signaux et concernant les soldats chargés de les exécuter, mais il n’existe par contre que très peu de documents officiels fournissant leurs partitions. La première ordonnance fournissant les partitions d’une partie des batteries en service est réalisée par Joseph-Henri de Bombelles, officier aux gardes françaises et est publiée dans l’Instruction pour les tambours le 14 mai 1754, soit 220 ans après la création des tambours. Cette ordonnance ne sera réformée que par celle du 4 mars 1831. Les intervalles entre ces dates montrent que ce répertoire n’avait pas besoin d’être noté et qu’il était donc transmis à l’imitation par des musiciens d’ordonnance qui ne lisaient pas la musique, pour la plupart.

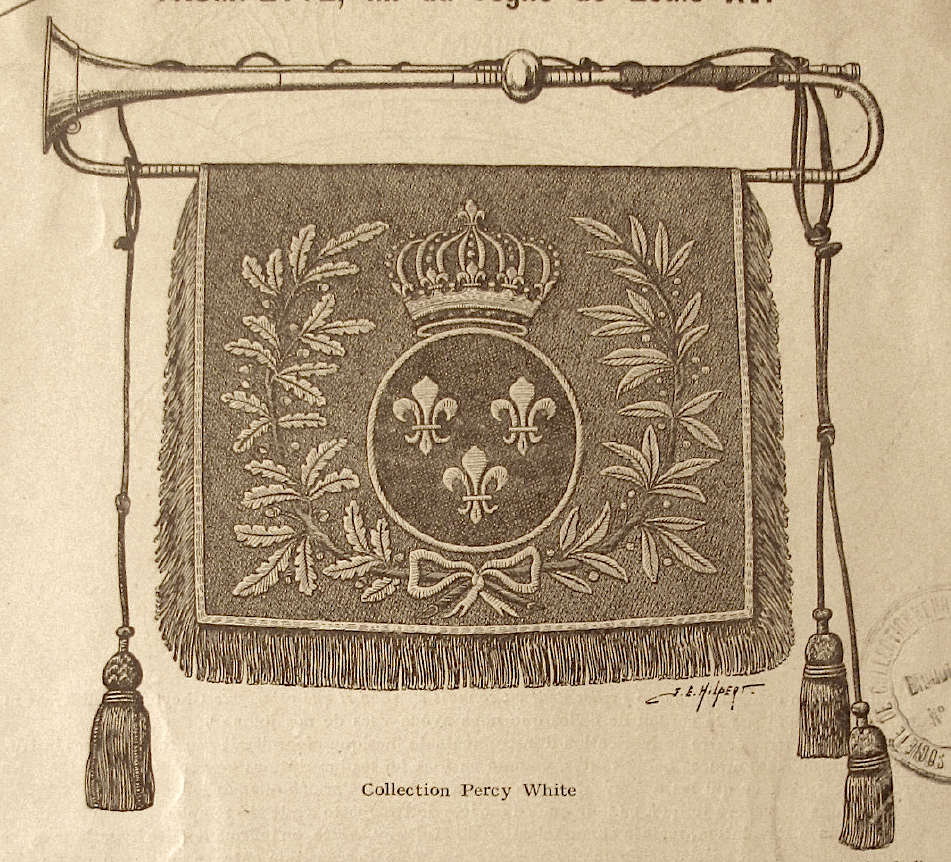
Trompette de cavalerie, Louis XVI.

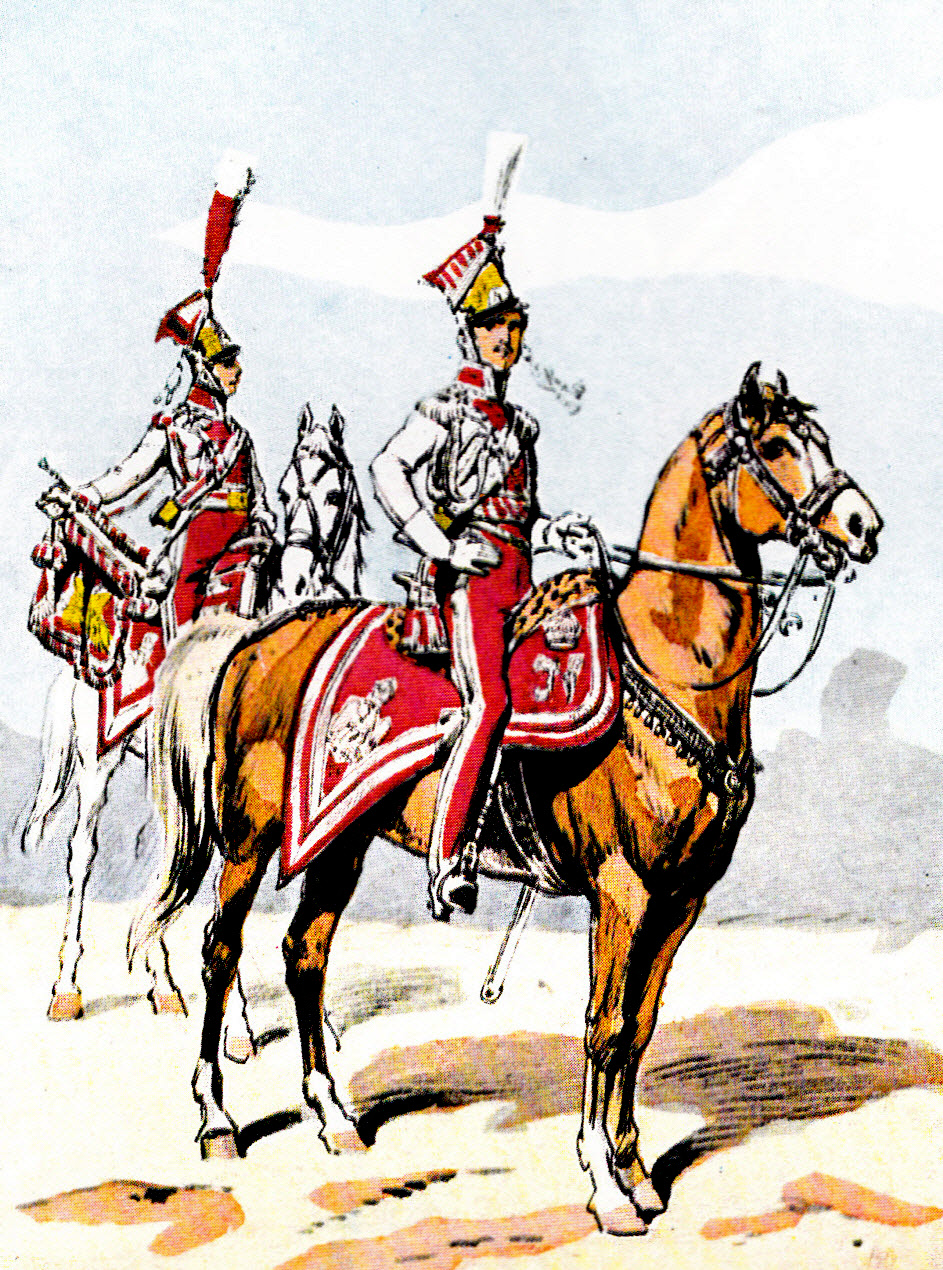
Officier et trompette des lanciers polonais de la Garde impériale.

Les douze batteries de l’ordonnance de 1754 ne sont que des exemples des principales batteries en usage dans l’infanterie française. Il existait aussi dans l’armée royale une ordonnance suisse pour les régiments suisses et une ordonnance allemande pour les régiments allemands générant des confusions de batteries que les ordonnances tentent de régler. On connaît aussi une ordonnance spécifique pour les mousquetaires (bibliothèque des Invalides). Les sonneries de cavalerie sont notées (imparfaitement) par Le Coq-Madeleine en 1720, mais la première ordonnance fournissant les signaux en service dans la cavalerie est publiée en 1766. Ces sonneries vont être arrangées par David Buhl et officialisées en 1803 et en l'An XIII.
Les batteries de l’ordonnance correspondent à des ordres dont tous les soldats connaissent la signification. Mais les douze batteries de 1754 sont loin de couvrir toutes les nécessités du service et devaient être adaptées au contact de l’ennemi pour éviter que celui-ci ne devine les intentions de son adversaire. Ainsi existait un répertoire qui n’a jamais été collecté. On distingue généralement trois types de sonneries (ou batteries) : quartier, manœuvre et cérémonial. Elles ont pu avoir d’autres dénominations : batteries de garnison, de caserne, de camp, d’évolution, d’exercice, d’honneur, de tambour de police… On oublie généralement dans cette énumération les refrains régimentaires. En effet, sur le terrain de manœuvre ou sur le champ de bataille, plusieurs régiments étaient réunis qui pouvaient être destinataires d’ordres spécifiques, chaque régiment disposait d’une batterie permettant de l’identifier. Sous l’Empire ces batteries sont appelées des “marches de nuit” car elles permettaient aux retardataires de rejoindre le lieu de campement de leur unités après une longue étape. L’Orchésographie fournit l’exemple d’une de ces batteries destinée à identifier les Suisses en lui donnant le nom de colin-tampon. À partir de 1831, quand le clairon remplace le tambour comme principal instrument d’ordonnance, les marches de nuit deviennent les refrains régimentaires permettant d’identifier chaque unité. Persistance de la tradition orale, les seuls à avoir été officialisés sont les refrains des bataillons de chasseurs à pied. Il faut attendre la publication de l’Almanach du drapeau de 1907 pour voir les partitions des refrains des 163 régiments d’infanterie. Une collecte manuscrite de ces refrains est réalisée à la veille de la déclaration de la guerre de 1914 par le chef de musique Raynaud. Une collecte est organisée en 1932 sous le ministère du maréchal Pétain. Le général Andolenko publie deux recueils dans lesquels figurent les refrains régimentaires de l’armée française.
Le 14 juillet 1932 est exécutée pour la première fois la sonnerie Aux morts. Elle avait été composée à la demande du Gal Gouraud par Pierre Dupont, chef de la musique de la Garde républicaine. Ce n'est pas la dernière sonnerie composée puisque les bases de défense ont nécessité la création de nouvelles sonneries pour le cérémonial.
Si l’infanterie, par ses effectifs, a nécessité le plus grand nombre d’ordonnances, la cavalerie a développé un répertoire similaire pour la trompette qui s’est vu appliquer à toutes les armes montées. Confrontée aux mêmes impératifs de transmission des ordres, la Marine a utilisé son propre répertoire de signaux pour le tambour, le clairon et le sifflet. Ils constituent les trois grandes familles de signaux d’ordonnance.

Ces signaux se distinguent aussi du répertoire de la musique par les militaires qui les exécutent. Si le terme de musicien d’ordonnance contribue à entretenir la confusion, il s’agit bien d’abord de soldats et non de musiciens car ils sont soldés alors que les musiciens sont pendant longtemps des gagistes. De plus, la plupart des instrumentistes d'ordonnance ne savent pas lire la musique, ce qui n’a jamais constitué un critère de sélection. Ils apprennent les signaux (batteries ou sonneries) à l’imitation. Ce mode de transmission confirme le caractère traditionnel de ces répertoires d’ordonnance. Pour se rappeler les roulements à exécuter, les tambours utilisaient des onomatopées (ra, pa, fla, relantanplan…). De même, les sonneries étaient mémorisées par des paroles qui leur étaient attribuées mais jamais chantées. Il s’agissait la plupart du temps de paroles grivoises, non pas par perversité, mais plus faciles ainsi à retenir. 

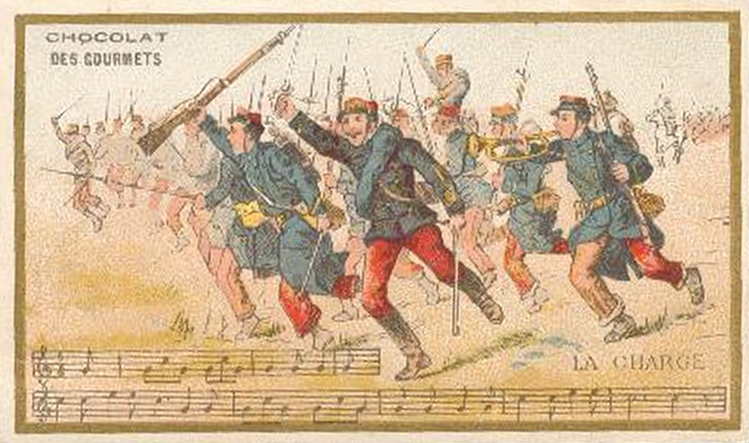
Sonnerie de La charge, image publicitaire vers 1900.

Les soldats connaissaient l’ordonnance de leur arme, mais aussi celle de l’adversaire. Dans les guerres, au contact de l’ennemi, certains mémoires racontent qu’il devenait nécessaire d’adopter d’autres signaux pour éviter de révéler la manœuvre prévue. On sait aussi que des tambours et des trompettes judicieusement placés pouvaient induire l’ennemi en erreur et l’amener à modifier son ordre de bataille, voire à se replier. Avec l’entrée en service des armes à répétition, le sifflet s’est substitué au clairon puis les instruments d’ordonnance ont été cantonnés au quartier puis au cérémonial, mais ces signaux restent toujours officiellement en service dans l’armée française au XXIe siècle. Pour entretenir la cohésion, certaines armes (Légion étrangère, Troupes de marine…) organisent périodiquement des stages de clairon d'ordonnance.

## Les grandes dates de la céleustique française
1534. Introduction officielle du tambour comme instrument d'ordonnance dans l'infanterie française.
1589. Publication des premières partitions de tambour d'ordonnance dans l'Orchésographie.
1636. Le Père Mersenne relève les batteries de la marche françoise dans l'exemplaire personnel de son Harmonie universelle.
1670. Entrée en service de La générale, batterie composée par Lully et collectée par Philidor.
1705. Philidor collecte les batteries d'ordonnance en service dans l'infanterie.
1720. Le Coq Madeleine publie des sonneries de trompette de cavalerie.
1754-1755. Publication de l'Instruction pour les tambours par le major de Bombelles. Réunion exceptionnelle durant deux mois de tous les tambours-majors des régiments d'infanterie aux Invalides pour apprendre l'Instruction. Ces batteries entrent en service en 1755 avec la nouvelle ordonnance sur l'exercice de l'infanterie.
1766. Ordonnance publiant les partitions des sonneries réglementaires de cavalerie.
1803, 1806. Nouvelles ordonnances avec les sonneries de cavalerie arrangées par David Buhl.
1804. Introduction du cornet en remplacement du tambour pour les tirailleurs.
1822. Le clairon remplace le cornet des tirailleurs avec des sonneries composées par Pierre Melchior.
1831. Le clairon entre en service dans toutes les unités d'infanterie.
1845. Publication officielle des refrains des bataillons de chasseurs à pied.
1873. Introduction du sifflet pour les tirailleurs.
1907. L'Almanach du drapeau publie les premières partitions des refrains régimentaires d'infanterie.